# Шумський Віталій Іванович
Віталій Іванович Шумський (нар. 17 травня 1972, Золочів, Львівська область) — український футболіст, захисник та півзахисник. По завершенні ігрової кар'єри — футбольний тренер.

## Кар'єра гравця
Віталій Шумський народився 17 травня 1972 року в місті Золочеві Львівської області. Вихованець золочівського футболу.

### Рання кар'єра
Кар'єру професіонального футболіста розпочав у 1991 році в клубі «Карпати» (Кам'янка-Бузька), який на той час виступав у Другій нижчій лізі чемпіонату СРСР. За час, проведений у команді з Кам'янки-Бузької, зіграв 15 матчів та відзначився 1-м голом. Після розпаду Радянського Союзу залишився в Україні. У 1992 році перейшов до складу представника Першої ліги чемпіонату України, клубу «Скала» (Стрий). За стрийську команду дебютував 3 квітня 1992 року в нічийному (0:0) виїзному матчі 6-го туру 2-ї підгрупи Першої ліги чемпіонату України проти «Вагонобудівника» Стаханов. Віталій вийшов на поле на 55-й хвилині, замінивши Михайла Кутельмаха.
Протягом свого перебування в «Скалі» в Першій лізі зіграв 6 матчів. Сезон 1992/93 років розпочав у друголіговому клубі «Газовик» (Комарно). У футболці своєї нової команди дебютував 1 серпня 1992 року у виграному (серія пенальті — 4:2) домашньому матчі 1/64 фіналу кубку України проти стрийської «Скали». Шумський вийшов на поле в стартовому складі та відіграв увесь поєдинок. У чемпіонаті України дебютував за «Газовик» 8 вересня 1992 року в нічийному (0:0) домашньому матчі 3-го туру другої ліги чемпіонату України проти клубу «Дністер» (Заліщики). Віталій вийшов у стартовому складі та відіграв увесь поєдинок. Першим голом у чемпіонатах України відзначився 4 жовтня 1992 року на 60-й хвилині переможного (4:1) домашнього матчу 9-го туру Другої ліги чемпіонату України проти севастопольської «Чайки». Шумський у тому поєдинку вийшов на поле в стартовому складі, а на 81-й хвилині його замінив Руслан Гудима. За період свого перебування в «Газовику» в другій лізі зіграв 13 матчів та відзначився 2 голами, ще 3 матчі провів у кубку України.

### «Нива» Тернопіль
Влітку 1993 року був запрошений до «Ниви» (Тернопіль), яку на той час тренував Леонід Буряк. У тернопільській команді дебютував 3 червня 1993 року в переможному (2:1) домашньому матчі 27-го туру вищої ліги чемпіонату України проти львівських «Карпат». Віталій вийшов на поле на 46-й хвилині, замінивши Валерія Горошинського. Єдиним голом у футболці «Ниви» відзначився 3 квітня 1994 року на 26-й хвилині переможного (2:1) виїзного матчу 22-го туру вищої ліги чемпіонату України проти запорізького «Металурга». У тому поєдинку Шумський вийшов у стартовому складі та відіграв до фінального свистка. За перший період свого перебування в тернопільській команді в чемпіонаті України зіграв 35 матчів та відзначився 1 голом, ще 2 поєдинки провів у Кубку України. У сезоні 1993/94 років також виступав у міні-футбольному клубі «Україна» (Львів).

### «Карпати» Львів
Потім виступав у львівських «Карпатах». Протягом цього часу був незамінним гравцем основи. Дебютував у футболці «зелено-білих» 17 липня 1994 року в програному (0:3) виїзному матчі 1-го туру вищої ліги чемпіонату України проти сімферопольської «Таврії». Віталій вийшов на поле в стартовому складі та відіграв увесь поєдинок. Дебютним голом за львівську команду відзначився 1 листопада 1994 року на 57-й хвилині переможного (3:0) домашнього матчу 1/16 фіналу кубку України проти ужгородського «Закарпаття». Віталій вийшов на поле в стартовому складі та відіграв увесь поєдинок. Єдиним голом у футболці «Карпат» у чемпіонатах України відзначився 27 жовтня 1995 року на 49-й хвилині нічийного (1:1) виїзного поєдинку 16-го туру проти луганської «Зорі-МАЛС». Шумський вийшов у стартовому складі та відіграв увесь поєдинок. Протягом двох сезонів, які Віталій провів у львівській команді, вищій лізі чемпіонату України зіграв 59 матчів та відзначився 1 голом, ще 6 поєдинків (1 гол) провів за «Карпати» у кубку України.

### Перехідний період і «Прикарпаття»
Першу частину сезону 1996/97 років провів у футболці дніпропетровського «Дніпра». За дніпрян дебютував 24 липня 1996 року в переможному (4:0) домашньому поєдинку 2-го туру вищої ліги чемпіонату України проти вінницької «Ниви». Шумський вийшов у стартовому складі та відіграв увесь поєдинок, а на 86-й хвилині відзначився голом (першим та єдиним у футболці «Дніпра»). Протягом свого перебування в «Дніпрі» у вищій лізі чемпіонату України зіграв 8 матчів (1 гол), ще 1 поєдинок за дніпропетровців провів у кубку України.
На початку 1997 року на короткий період повернувся до «Ниви» (Тернопіль), зіграв 4 поєдинки за тернопільську команду в вищій лізі чемпіонату України, але влітку того ж року перейшов до «Прикарпаття» (Івано-Франківськ). У футболці «Прикарпаття» дебютував 9 липня 1997 року в переможному (2:0) домашньому матчі 1-го туру вищої ліги чемпіонату України проти столичного ЦСКА. Шумський вийшов на поле в стартовому складі та відіграв увесь поєдинок. Дебютним голом у складі івано-франківської команди відзначився 19 липня 1997 року на 49-й хвилині переможного (4:1) домашнього поєдинку 3-го туру вищої ліги чемпіонату України проти кіровоградської «Зірки». Віталій вийшов у стартовому складі та відіграв увесь поєдинок. Протягом свого перебування в івано-франківській команді в чемпіонаті України зіграв 28 матчів та відзначився одним голом, ще 5 матчів (1 гол) за «Прикарпаття» провів у кубку України. У квітні 1998 року виступав у фарм-клубі «Прикарпаття», ФК «Тисмениця».

### Завершення кар'єри
У 1999 році завершив кар'єру професіонального футболіста в «Динамо» (Львів), зігравши 4 матчі (2 голи). Потім відправився до Бельгії, де протягом 7 років заробляв собі на життя. Працював на різноманітних роботах, а паралельно з цим грав у футбол. Виступав у напівпрофесіональному клубі «Сінт-Ленартс», який змагався у чемпіонаті провінції Антверпен, з яким здобув путівку до 4-го дивізіону чемпіонату Бельгії.
Після повернення в Україну виступав у аматорських клубах Львівської області: золочівському «Соколі», ФК «Буг» (2010), ФК «Рава» (2012), ФК «Хімік Новий Розділ» (2012—2013).

## Кар'єра тренера
МФА (Мукачево)

### Початок кар'єри
Після повернення в Україну почав займатися тренерською роботою. З 2008 року був граючим тренером у клубі «Сокіл» (Золочів). Потім працював дитячим тренером у молодіжній академії львівських «Карпат». Серед його вихованців — футболісти Орест Костик і Назарій Нич
У травні — вересні 2018 року очолював тернопільську «Ниву».

### «Львів»
У січні 2020 року став тренером молодіжної команди, а вже у червні став помічником нового головного тренера першої команди Георгія Цецадзе. Після звільнення Георгія Цецадзе у жовтні 2020 року Шумський став виконуючим обов'язки головного тренера львів'ян. У першому ж матчі під його керівництвом клуб, який мав лише одне очко в чемпіонаті, сенсаційно переміг «Ворсклу», яка посідала друге місце, за що був визнаний найкращим тренером 8 туру УПЛ.
У матчі з ковалівським «Колосом» отримав від головного арбітра матчу Віктора Копієвського жовту картку за те, що попросив резервного суддю матчу, арбітра ФІФА Миколу Кривоносова, щоби той розмовляв з ним українською мовою. По закінченню матчу уповноважений із захисту державної мови України Тарас Кремінь направив звернення до Президента Української асоціації футболу Андрію Павелко з проханням у двотижневий термін дати пояснення щодо даного інциденту.
28 лютого 2021 року «Львів» поступився київському «Динамо» з рахунком (1:4), після чого клуб розірвав контракт з Шумським за обопільною згодою сторін. Під керівництвом Шумського львів'яни зіграли 9 матчів (3 перемоги, 2 нічиї та 4 поразки).

### МФА (Мукачево)
У травні 2021 року очолив клуб МФА (Мукачево), який влітку дебютував у Другій лізі.
Після повернення до Львова у 2022 році розпочав роботу в КЗ ДЮСШ “Карпати”.

## Особисте життя
Закінчив Львівський державний інститут культури(нині — Львівський державний університет  культури імені Івана Боберського).
Зараз проживає у Львові. Одружений. Разом з дружиною Наталею виховує двох синів Віталія та Данила.

## Стиль гри
|  | …невисокий на зріст Віталій перш за все запам’ятався просто таки бразильською технікою володіння м’ячем. Обіграти одного, двох, а то й трьох суперників на квадратному метрі для нього не складало жодних проблем. Втім, Шумський не зловживав індивідуальною грою і завжди відчував момент, коли потрібно віддати м’яч партнеру. Причому його ходи частенько були несподіваними для оборонців команди суперника – він чудово розумів гру і мав талант одним пасом максимально загострити ситуацію поблизу чужих воріт |

.